# Коэн, Тиффани
Тиффани Лиза Коэн (англ. Tiffany Lisa Cohen; род. 11 июня 1966, Калвер-Сити, Калифорния) — американская пловчиха, двукратная чемпионка летних Олимпийских игр 1984 года и Панамериканских игр 1983 года.

## Биография
Тиффани Лиза Коэн родилась в 1966 году в Калвер-Сити, штат Калифорния. Она была еврейского происхождения. В 1982 году заняла третье место на Чемпионате мира по водным видам спорта на заплыве 400 м вольным стилем, уступив спортсменкам из ГДР. В 1983 году Коэн завоевала две золотые медали на Панамериканских играх на дистанциях 400 и 800 м вольным стилем. На летних Олимпийских играх 1984 года она повторила своё достижение. Она также много раз побеждала на национальных чемпионатах. Коэн закончила Техасский университет в Остине, состояла в сборной университета по плаванию.
В 1987 году Коэн завершила карьеру из-за булимии. Впоследствии начала кампанию по информированию общественности об опасностях расстройств пищевого поведения. Она вышла замуж и жила во Флориде, занималась бизнесом в области развитии хосписов. В 1996 году она была включена в Зал Славы мирового плавания.